# Narasakova–Prasadova redukce
Narasakova–Prasadova redukce (někdy nazývaná jen Narasakova redukce) je diastereoselektivní organická redukční reakce β-hydroxyketonů za vzniku odpovídajících syn-diolů; přitom se používají chelatační činidla založená na boru, například BBu2OMe, a redukční činidla, nejčastěji borohydrid sodný. Poprvé byla tato reakce popsána v roce 1984.

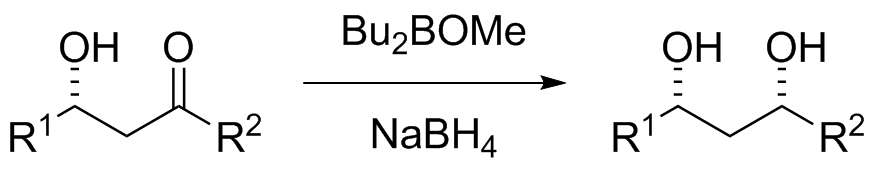
Narasakova–Prasadova redukce

Meziproduktem je níže zobrazený šestičlenný přechodný stav. Chelatace organoboranem vyvolá přesun hydridu z vrchní strany, protože tím, podle Fürstova-Plattnerova pravidla, vzniká stabilnější židličkovitá konformace produktu. Poté proběhne mezimolekulární přesun hydridu z NaBH4 jako axiální atak z opačné strany vzhledem k alkoholu.

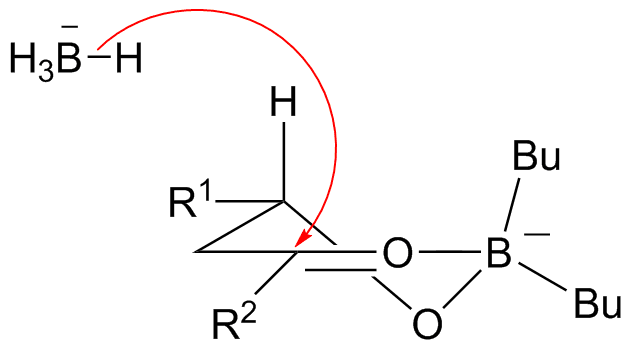
Přechodný stav Narasakovy–Prasadovy redukce zdůvodňující pozorovanou diastereoselektivitu

Podobnou reakcí je Evansova–Saksenaova redukce, při níž se používá jiný organoboranový reaktant, aby proběhl vnitromolekulární přesun hydridu na stejné straně alkoholu a vytvořil se anti-diol.
Narasakova–Prasadova redukce byla zařazena do mnoha totálních syntéz, například u diskdermolidu.